# Province géologique
- Bouclier
- Plateforme
- Orogène
- Bassin structural
- Province magmatique
- Bassins sédimentaires continentaux

- 0–20 Ma
- 20–65 Ma
- > 65 Ma

Une province géologique est une grande région continentale qui correspond à un ensemble morphostructural du globe terrestre.
On distingue trois grands types de provinces géologiques, parfois divisées en sous-types : les cratons (comprenant les boucliers, les plates-formes, les bassins structuraux et les zones de croûte terrestre amincie), les chaînes de montagne correspondant aux zones d'orogenèse récente (méso et cénozoïque) et les provinces magmatiques.